# Șramkivka
Șramkivka (în ucraineană Шрамківка) este o așezare de tip urban din raionul Drabiv, regiunea Cerkasî, Ucraina. În afara localității principale, nu cuprinde și alte sate.

## Demografie
Componența lingvistică a așezării de tip urban Șramkivka
     Ucraineană (97,46%)
     Rusă (1,85%)
     Alte limbi (0,25%)
Conform recensământului din 2001, majoritatea populației așezării de tip urban Șramkivka era vorbitoare de ucraineană (97,46%), existând în minoritate și vorbitori de rusă (1,85%).